# Mănăstirea Comana
Mănăstirea Comana, situată în comuna Comana, din județul Giurgiu, Muntenia, România, este un edificiu religios, inclus în Lista monumentelor istorice din România cu codul de clasificare cod LMI GR-II-a-A-14967 ctitorit de Vlad Țepeș în anul 1461, cu rol de mănăstire-cetate (ruinată până la finele secolului al XVI-lea).

## Date istorice
Locul pe care a fost înălțată mănăstirea era odinioară o insulă, în mijlocul mlaștinilor, iar accesul se făcea pe o poartă aflată în nordul incintei, după ce se traversa un pod de lemn, ușor de incendiat la vreme de primejdie. Râul Neajlov, care curge în partea de răsărit a satului Comana, întâlnește în cale balta Comanei, pe care o străbate și din care se desprinde în fața mănăstirii. În dreptul satului Comana, apa desface un braț care ocolește ostrovul și se reîntoarce apoi la vechea matcă.
La sfârșitul secolului al XVI-lea (1588), mănăstirea a fost reclădită de boierul Radu Șerban, folosind ruinele rămase de la vechea mănăstire, în special zidul de incintă. În biserica cu hramul Sf. Nicolae, va comanda ca zidul de la intrarea în pronaos să fie zugrăvit, împreună cu soția sa, Elina, așa cum o cerea obiceiul ctitoricesc. În 1609, după ce a devenit domn al Țării Românești, Radu Șerban zugrăvește biserica mănăstirii Comana, punând să se intervină în pictura ce-l reprezenta, prin adăugarea însemnelor domnești. Această pisanie nu s-a păstrat, fiind înlocuită, la refacerea din 1699 – 1700, cu o alta, a strănepotului său, Șerban Cantacuzino,[A] care va cinsti cum se cuvine numele străbunicului domnesc, pomenindu-l în înscrisul săpat deasupra intrării lăcașului ca prim ctitor al zidirii pe care o reface.
Radu Șerban moare în 1620, la Viena, unde se refugiase după pierderea domniei, fiind înmormântat în biserica Sf. Ștefan din Viena. Soțul fiicei sale, Anca, Nicolae Pătrașcu, fiul lui Mihai Viteazul, moare în 1627 și este înmormântat în biserica sârbească din Raab (azi Györ, în Ungaria).
În 1640, Anca și sora sa, Elina, vor aduce rămășițele domnești în țară și le vor îngropa la Comana, iar lespedea gropii comune de la Comana este pusă ulterior anului 1640.
În 1667, este înmormântat la Comana Drăghici Cantacuzino, feciorul Elinei‚ care moare la Constantinopol și e adus în țară de fiul său, Șerban Cantacuzino. Tot aici, va fi înmormântat mai apoi și Constantin, fiul spătarului Drăghici, după cum reiese din inscripția pusă pe mormânt, în 1699, de Șerban.
Prin aceste înmormântări succesive, se relevă trecerea Mănăstirii Comana în seama Cantacuzinilor din ramura lui Drăghici, biserica, ctitorie domneasca, devenind loc de înhumare a acestora.
Curând după înhumarea lui Drăghici și a fiului său Constantin, va fi înmormântată, la Comana, Maria, prima soție a vornicului Șerban Cantacuzino, cel de-al doilea ctitor atestat al mănăstirii.
Alături de osemintele Ancăi, un alt mormânt, de dimensiuni mai mici, cuprinde rămășițele lui Mihail Pătrașcu, fiul Ancuței și al lui Pătrașcu Voievod, copil mort de ciumă în 1655, în regiunile căzăcești și reînhumat la Comana, probabil după 7 ani. La acea dată, mama sa, Anca, se afla încă în viață, ea murind, probabil, puțin înainte de 1668.
În 1699, Șerban Cantacuzino dăruiește Mănăstirii Comana un chivot de argint, întru pomenirea părinților Drăghici și Păuna și soțiilor Maria și Adriana, informații ce denotă că ei sunt înmormântați la Comana.
În același an, Șerban Cantacuzino începe restaurarea Mănăstirii Comana. Lucrările de reclădire au fost efectuate în spiritul reînnoirilor aduse în tehnica construcțiilor în epoca lui Constantin Brâncoveanu, ca rezultat al deosebitei dezvoltări culturale de-a lungul a trei domnii aproape succesive: Matei Basarab (1632 - 1654), Șerban Cantacuzino (1676 - 1688) și Constantin Brâncoveanu (1688 - 1714).
La această restaurare, el adaugă chilii noi la cele existente, repară și înalță zidurile și împodobește construcția cu elegantul foișor de pe latura de nord.
Înălțându-se din balustrada elegantă, zece coloane îl împodobesc pe cele trei laturi. Coloane de piatră tare dintr-o singură bucată, împodobite la capitel și bază cu ornamente vegetale. Două din cele zece coloane, aflate la extremități, sunt încastrate în zidul clădirii și au capitelurile împodobite cu vulturul bicefal, însemnul familiei Cantacuzino. 
Susținând arcuri de cărămidă în semicerc, cele zece coloane dau o notă de o deosebită frumusețe întregii construcții.
În incintă, Șerban reface biserica și înlocuiește vechea pisanie cu o alta, prin care se înscrie în rândul ctitorilor. Această refacere a mănăstirii se încheie cu strămutarea înaintașilor într-un mormânt comun.
Transformarea ctitoriei în „criptă” a familiei Cantacuzino explică atât strădania lui Șerban de a reface mănăstirea în 1699 - 1700, cât și revenirea sa din 1703, când zidește în incintă un paraclis pe care îl întărește, după obicei.
În august 1709, Șerban moare și va fi, la rândul său, înmormântat la Comana. Mormântul lui Șerban Cantacuzino nu se mai cunoaște la Comana; el a fost distrus, o dată cu celelalte morminte, în 1854, de către călugării greci.
În anul 1728, Mănăstirea Comana a fost închinată la Sfântul Mormânt, de către Nicolae Mavrocordat, deoarece nu au mai existat moștenitori direcți ai ctitorului care să se îngrijească de soarta ctitoriei. Prin aceste închinări, mănăstirea a început să-și piardă din averi și moșii.
Degradarea Comanei, semnalată de Neofit al Ungrovlahiei, se accentuează de-a lungul domniilor fanariote și este subliniată într-o serie de înscrisuri de danie ulterioare închinării, acte întocmite în intervalul 1728 - 1814 și semnate de domnitorii Nicolae Mavrocordat, Ioan Mavrocordat, Grigore III Ghica, Constantin Mavrocordat, Alexandru Ipsilanti, Alexandru Moruzi, Constantin Ipsilanti, Ioan Gheorghe Caragea.

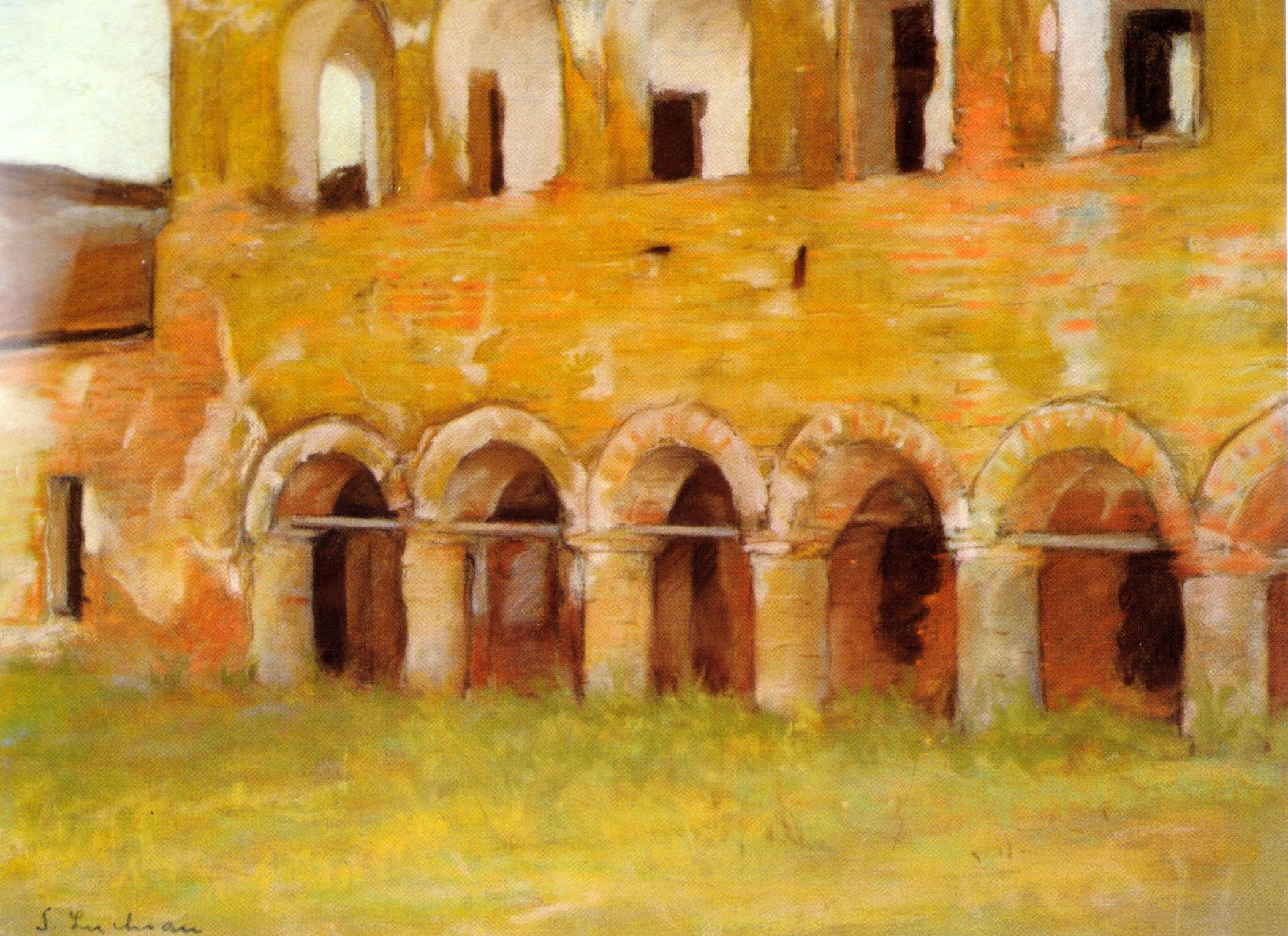
Ruinele mănăstirii Comana, pastel pe pânză de Ștefan Luchian

În anul 1847, se pune problema unor reparații, arhitectul statului, Schlatter, propunând o reclădire, considerând că reparațiile nu se mai pot face, dar lucrările de reamenajare și reînsuflețire a lăcașului sfânt au început abia în 1854, când s-a refăcut din temelii biserica, distrugându-se, probabil, cu acest prilej, mormântul ultimului ctitor, vornicul Șerban Cantacuzino și poate și acela al lui Nicolae vodă Pătrașcu. 

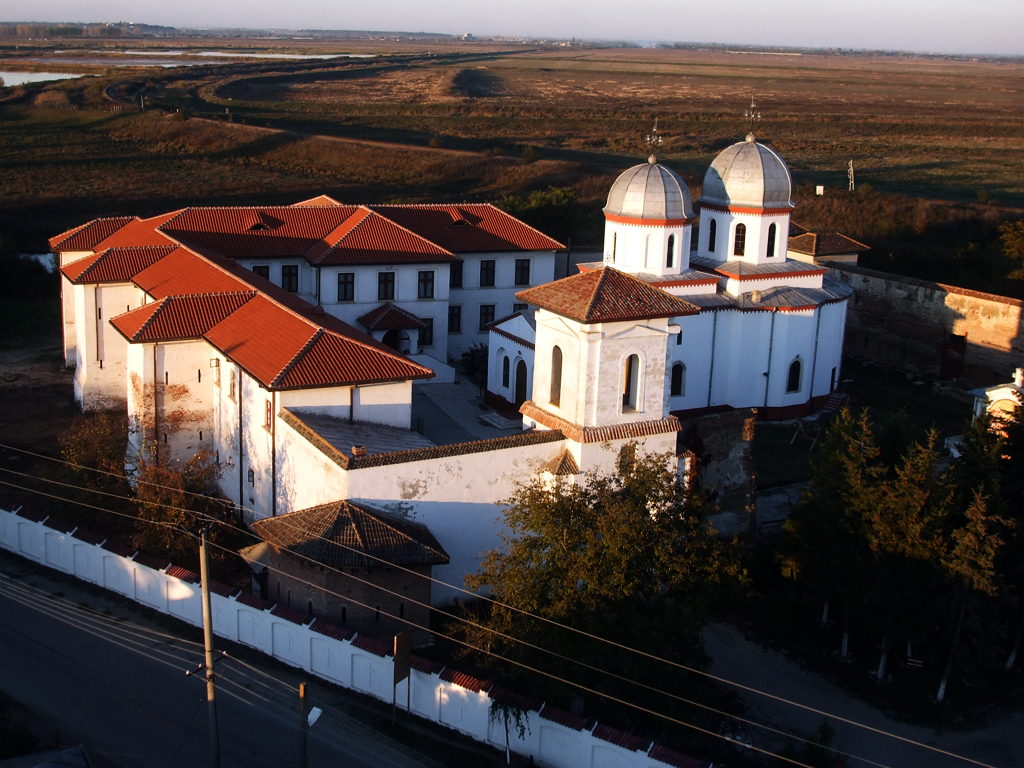
Mănăstirea Comana în 1985, înainte de renovare

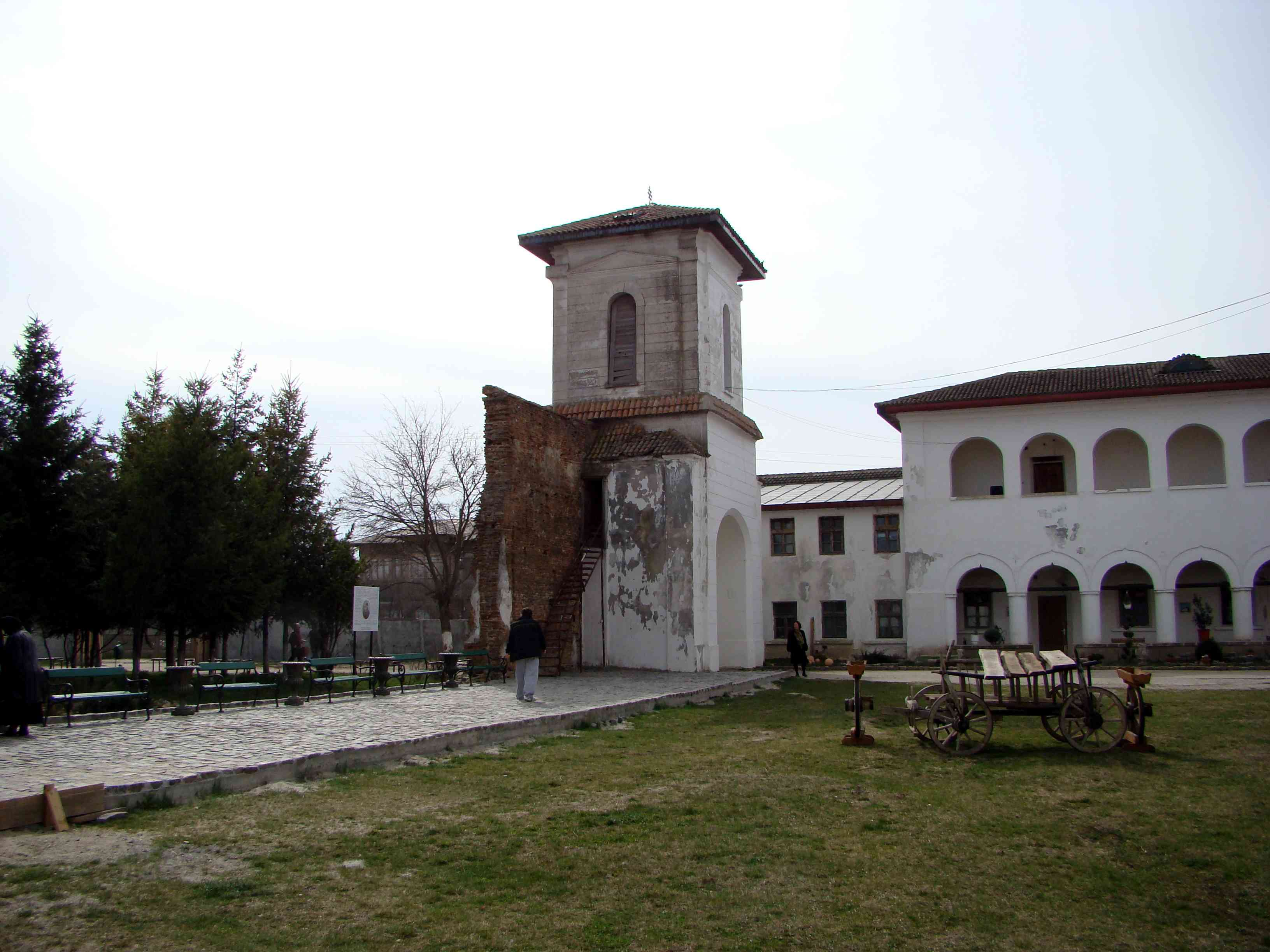
Clopotnița mănăstirii Comana în martie 2009

Biserica Mănăstirii Comana, cu hramul Sf. Nicolae, a fost refăcută în secolul al XIX-lea, iar în 1971 aceste lucrări au dus la descoperirea unui fragment de piatră funerară, inscripția acestei pietre indicând mormântul Ancuței, fiica lui Radu Șerban.
În anul 1908, întregul ansamblu arhitectonic de la Comana a fost restaurat prin grija Comisiunei Monumentelor Istorice, spre a cădea din nou în paragină, mai ales după cel de-al doilea război mondial.
Penultimele lucrări – ample, de restaurare a lăcașului de cult, au avut loc între anii 1970-1977 și au fost întrerupte în 1978, când s-a desființat Direcția Monumentelor Istorice. Biserica, grav afectată de cutremurele din 1977 și 1986, a fost consolidată în întregime în perioada 1988- 1990.
În anul 2008, cu ajutorul Episcopiei Giurgiului, au fost restaurate interioarele casei și ale beciurilor domnești, precum și biblioteca.

## Mausoleul eroilor căzuți în Primul Război Mondial

Mausoleul din Comana aflat în renovare în 2016

În curtea mănăstirii, lângă biserică, se află un edificiu în Lista Monumentelor Istorice sub denumirea de „Mausoleul eroilor căzuți în Primul Război Mondial (Mănăstirea Comana)”, la numărul curent 364, cod LMI GR-II-m-A-14967.06.
În toamna anului 1916, în incinta mănăstirii Comana, trupele germane, aflate sub comanda feldmareșalul Anton Ludwig August von Mackensen, au început amenajarea unui cimitir de campanie, în care au fost înhumați 516 eroi, căzuți în luptele de pe Neajlov, dintre care: români - 417 neidentificați și 4 identificați; germani - 13 neidentificați; bulgari - 51 neidentificați; turci - 31 neidentificați.
În anul 1919 Societatea „Cultul Eroilor” a hotărât construirea unui mausoleu în incinta mănăstirii Comana, pe baza indicațiilor date de marele istoric Nicolae Iorga.
Lucrările la mausoleu au început în anul 1926 și au fost finalizate în anul 1932. Mausoleul, de formă rectangulară, cu dimensiunile H = 4,5 m, L = 14,5 m și l = 6,5 m și acoperișul în două ape, a fost ridicat pe ruinele fostului paraclis al mănăstirii. Fațada principală a osuarului conținea elemente arhitecturale care erau copiate după cele ale mănăstirii Comana: coloanele, arcada și capitelurile.
Inițial, în criptă au fost depuse osemintele a 564 de eroi, din care 24 identificați, iar 540 neidentificați. Numele militarilor identificați au fost inscripționate pe plăci din marmură, iar la intrarea în mausoleu au fost dăltuite, în marmură albă, câteva versuri ale poetului Mircea Rădulescu:
CEI CE CĂZUT-AU PENTRU ȚARĂ
PE LANUL CÂMPULUI BOGAT 
JERTFIND O’NTREAGĂ PRIMĂVARĂ
NU AU MURIT CI AU ÎNVIAT
Ultima statistică privind numărul eroilor din mausoleu datează din anul 1943, menționându-se că osemintele a 762 de militari au fost depuse în criptă și în firide individuale.
După 2008, conducerea mănăstirii a dorit să transforme Mausoleul într-un paraclis, în care să se desfășoare slujbele religioase pe timpul iernii, când costurile de încălzire ale mănăstirii ar fi fost mult mai ridicate. În acest sens, călugării au demarat lucrări de îmbunătățire a interiorului mausoleului, spărgând pardoseala acestuia și ajungând la cripta cu osemintele eroilor. Lucrările au fost întrerupte odată cu sesizarea poliției.

## În prezent

Mănăstirea Comana văzută dinspre Delta Neajlovului

Actualmente, Comana este mănăstire de călugări. În prezent, din construcția inițială se mai păstrează, restaurate, doar latura de nord și vest a chiliilor, iar în stare de ruină mai durează zidul de pe latura de est și un fragment lipit de turn.
În 2011, edificiul a intrat într-un amplu proces de restaurare, realizat printr-un proiect cofinanțat de Uniunea Europeană, în cadrul Programului Operațional Regional, iar lucrările de restaurare sunt planificate a se desfășura pe o perioadă de aproape patru ani. Proiectul de restaurare a fost selectat în cadrul Programului Operațional Regional și cofinanțat de Uniunea Europeană prin Fondul European de Dezvoltare Regională, Axa prioritară 5 – Dezvoltarea durabilă și promovarea turismului Domeniul major de intervenție 5.1 – Restaurarea și valorificarea durabilă a patrimoniului cultural, precum și crearea/ modernizarea infrastructurilor conexe.
Mănăstirea Comana are ca metoc Schitul Mironești.